# دانیل استول
دانیل استول (سوئدی: Daniel Ståhl؛ زادهٔ ۲۷ اوت ۱۹۹۲) پرتاب‌گر دیسک اهل سوئد است.
وی در مسابقات کشوری و بین‌المللی در مجموع برندهٔ ۱ مدال طلا، ۲ مدال نقره شده‌است.

## رقابت‌های بین‌المللی
| سال          | مسابقه          | محل برگزاری    | مقام         | رویداد               | توضیحات      |
| نماینده سوئد | نماینده سوئد    | نماینده سوئد   | نماینده سوئد | نماینده سوئد         | نماینده سوئد |
| ------------ | --------------- | -------------- | ------------ | -------------------- | ------------ |
| ۲۰۰۹         | نوجوانان جهان   | بریکسن         | ۱۶ام (q)     | پرتاب وزنه (۵ ک‌گ)    | ۱۸٫۱۷ متر    |
| ۲۰۰۹         | نوجوانان جهان   | بریکسن         | ۱۶ام (q)     | پرتاب دیسک (۱٫۵ ک‌گ)  | ۵۳٫۹۴ متر    |
| ۲۰۱۰         | جوانان جهان     | مونکتون        | ۲۷ام (q)     | پرتاب وزنه (۶ ک‌گ)    | ۱۶٫۳۶ متر    |
| ۲۰۱۱         | جوانان اروپا    | تالین          | بیستم (q)    | پرتاب وزنه (۶ ک‌گ)    | ۱۷٫۵۵ متر    |
| ۲۰۱۱         | جوانان اروپا    | تالین          | –            | پرتاب دیسک (۱٫۷۵ ک‌گ) | بدون امتیاز  |
| ۲۰۱۳         | زیر۲۳ سال اروپا | تامپره         | چهارم        | پرتاب دیسک           | ۶۱٫۲۹ متر    |
| ۲۰۱۴         | قهرمانی اروپا   | زوریخ          | ۲۴ام (q)     | پرتاب دیسک           | ۵۹٫۰۱ متر    |
| ۲۰۱۵         | مسابقات جهانی   | پکن            | ۵ام          | پرتاب دیسک           | ۶۴٫۷۳ متر    |
| ۲۰۱۶         | قهرمانی اروپا   | آمستردام       | ۵ام          | پرتاب دیسک           | ۶۴٫۷۷ متر    |
| ۲۰۱۶         | بازی‌های المپیک  | ریو دو ژانیرو  | ۱۴ام (q)     | پرتاب دیسک           | ۶۲٫۲۶ متر    |
| ۲۰۱۷         | مسابقات جهانی   | لندن، بریتانیا | دوم          | پرتاب دیسک           | ۶۹٫۱۹ متر    |
| ۲۰۱۸         | قهرمانی اروپا   | برلین          | دوم          | پرتاب دیسک           | ۶۸٫۲۳ کتر    |
| ۲۰۱۹         | مسابفات جهانی   | دوحه، قطر      | اول          | پرتاب دیسک           | ۶۷٫۵۹ متر    |